# シェルモールド鋳造
シェルモールド鋳造（シェルモールドちゅうぞう、英語: shell mold process）とは、精密鋳造法のひとつで、鋳型が貝殻状になることからこう呼ばれる。粘結剤を添加した鋳物砂を加熱した金型にかけ、熱硬化させた鋳型を用いる鋳造法である。なお、粘結剤は鋳造時の溶湯の熱により崩壊する。

## 特徴
自動車部品などの大量生産品の鋳型を製作する場合に利用される。

### 利点
- 通常の砂型を使用した鋳物と比較して、寸法精度が高い。
- 鋳型の製作が容易で、同一形状の鋳物の大量生産に適している。
- シェル状の鋳型の為、通気性が良い。また、鋳物の不良も生じにくい。
- 鋳型の長期保存が可能。

### 欠点
- 型砂に使う熱硬化性の樹脂が高価。
- 鋳造時には粘結剤が加熱され臭気を発する。
- 高温で炭化し、結合力が低下するため厚肉鋳物には適さない。
- 鋳物の大きさが制限される。
- 鋳物砂を再利用するには、特別な処理設備が必要。